# Götlunda, Skövde kommun
Götlunda är en ort i Skövde kommun i Västra Götalands län, belägen norr om Skövde cirka en kilometer söder om orten Tidan vid länsväg 200.
Götlunda är kyrkby i Götlunda socken. Här ligger Götlunda kyrka.

## Fornlämningar
Från järnåldern finns gravfält, domarringar och stensättningar. En runsten finns vid Skattegården.

## Ortnamnet
Namnet skrevs 1397 Götelunde och kommer från kyrkbyn. Efterledet är lund, 'skogsdunge'. Förledet kan innehålla folkslagsbeteckningen götar.